# Henning Røge
Henning Røge, med dæknavnet Max (3. november 1924 – 11. oktober 1944) var en dansk modstandsmand. Han var tilknyttet modstandsgrupperne Dagdriverbanden, Frit Danmark og Holger Danske.
Han var med til at fremstille det illegale blad Hammeren og var dernæst distributør i forbindelse med Fri Presse, Studenternes Efterretningstjeneste og Frit Danmark. Han var kurer for Jens Toldstrup og med til at opbygge dennes hovedkvarter.
Den 11. oktober 1944 blev Røge skudt på hjørnet af Vesterbrogade og Nygade ved torvet i Nørresundby. Røge var på daværende tidspunkt i gang med likvideringen af en stikker og tyskerhåndlanger, som hed Henry Meister, på Vesterbrogade nær Limfjordsbroen i Aalborg. Det mislykkedes da skuddet kun ramte stikkeren i maven. Røge flygtede, men endte med selv at blive skudt ned og dræbt af Henry Meister. Han blev 19 år.